# Route nationale 380
Pour les articles homonymes, voir Route 380.
La route nationale 380 ou RN 380 était une route nationale française reliant Dormans à Leffincourt. À la suite de la réforme de 1972, elle a été déclassée en RD 980.
Voir le tracé de la RN 380 sur Google Maps

## Ancien tracé de Dormans à Leffincourt (D 980)
- Dormans (km 0)
- Verneuil (km 2)
- Passy-Grigny (km 5)
- Romigny (km 13)
- Chambrecy (km 18)
- Bligny (km 22)
- Tinqueux (km 35)
- Reims (km 38)
- Cernay-lès-Reims (km 43)
- Berru (km 47)
- Époye (km 54)
- Pontfaverger-Moronvilliers (km 60)
- Bétheniville (km 64)
- Hauviné (km 67)
- Cauroy (km 74)
- Machault (km 76)
- Leffincourt (km 84)